# الكفاح المسلح والبحث عن الدولة (كتاب)
الكفاح المسلح والبحث عن الدولة هو كتاب للمؤرخ الفلسطيني يزيد صايغ يتناول مسيرة وتطور الكفاح المسلح الفلسطيني في المرحلة الممتدة بين قيام دولة إسرائيل سنة 1948 حتى عقد اتفاق أوسلو بين منظمة التحرير الفلسطينية وإسرائيل سنة 1993، ويتناول التطورات التي مرت بها المنظمات الفدائية الفلسطينية وإدارتها للعمل الفلسطيني المسلح والتعبير السياسي عنه، ممثلا بسياسات ومواقف منظمة التحرير الفلسطينية وفصائلها.

## نبذة
طرح الكاتب في بحثه دوافع ومآلات منظمة التحرير الفلسطينية في رؤيتها للدولة الفلسطينية، وركّز على تسجيل الوقائع التاريخية، وتقديم دراسة للتطور السياسي والاجتماعي لمنظمة التحرير الفلسطينية وعلاقاتها الداخلية والخارجية، ويتمحور ذلك التطور حول الكفاح المسلح، وكيفية استخدام المنظمة حالة الصراع المستمر لتعبئة وحشد قاعدة اجتماعية، وتأكيد سلطة طبقة سياسية ونخبة بيروقراطية تعمل على مشروع سياسي واضح مسلح يمكن من خلاله طرح مشروع تحرر وطني شامل.
يستند الكتاب إلى أرشيفات منظمة التحرير الفلسطينية، وإلى الوثائق الداخلية والمطبوعات الرسمية لمختلف الفصائل الفدائية، وإلى ما يزيد على 400 مقابلة أجراها المؤلف مع أعضاء وكوادر وضباط منظمة التحرير الفلسطينية وفصائلها، وصدر الكتاب بالإنجليزية أيضًا.